# Raffinerie Petit-Couronne
Die Raffinerie Petit-Couronne war eine französische Raffinerie in Petit-Couronne im Département Seine-Maritime in der Region Normandie.
Infolge der Petroplus-Insolvenz wurde die Raffinerie 2012 stillgelegt.

## Geschichte
Der Betrieb der Raffinerie wurde am 1. März 1929 durch Pétroles Jupiter aufgenommen. Pétroles Jupiter wurde 1948 von Shell übernommen.
Am 31. März 2008 wurde die Raffinerie durch die Shell an Petroplus verkauft. Die Shell trennte sich 2008 ebenfalls von den französischen Raffinerien in Reichstett und Berre-l'Etang.
Am 20. Januar 2012 gab Petroplus die Verkaufsabsicht für den Standort Petit-Couronne bekannt. Hierauf meldete unter anderem die Klepsch Group Interesse an der Raffinerie an, jedoch kam es nicht zu einem Verkauf. Kurz nach dem gescheiterten Verkauf musste die Petroplus Insolvenz anmelden. Nach der Insolvenz wurde die Produktion im Auftrag der Shell für einige Monate weitergeführt.

## Technische Daten
Die Raffinerie wurde über eine Pipeline, welche im Hafen von Le Havre beginnt, mit Erdöl versorgt.

### Verarbeitungsanlagen
- Atmosphärische Destillation
- Vakuum-Destillation
- FCC-Einheit
- Visbreaker
- Produktentschwefelungsanlagen
- Schwefelrückgewinnung
- Entasphaltierung
- Schmierölproduktion